# Fort Liard
Fort Liard es una aldea canadiense situada en el territorio de Territorios del Noroeste.

## Superficie
Fort Liard tiene una superficie de 67,61 km².

## Demografía
En 2021, tenía 468 habitantes, una densidad poblacional de 6,9 hab./km², y 209 viviendas.